# Битка при Орхомен
Битката при Орхомен (Orchomenus) се провежда през 85 г. пр.н.е. близо до Орхомен, Беотия между силите на Римската република, водени от Сула и тези на Понтийското царство, водени от генерал Архелай. Римляните са победители, а по-късно Архелай дезертира в Рим.

## Подготовка
След победата над Архелай при Херонея (Битката при Херонея), Сула се отправя към Тесалия за да се срещне с консула Луций Варелий Флак идващ от Италия, не знаейки, че Флак идва да се бие срещу него, а не идва като подкрепление (официално Флак идва да се бие срещу понтийската армия, но в действителност е изпратен срещу Сула от враговете му, които са взели властта в Рим). По пътя Сула получава сведение, че към Халкида се е насочила голяма понтийски флот, транспортиращ 80 000 от най-добрите войници на Митридат за подкрепление на Архелай.
От една страна с 80 000-на армия и все още контролирайки моретата около Гърция от базата си в Халкида, Архелай е в състояние да извършва морски нападения във всяка точка до Адриатическо море, а от друга страна равнинният терен около Орхомен където е разположен лагерът на Архелай, дава предимство на кавалерията му, което му вдъхва вяра че може да победи римляните и в сухопътна битка.

## Битката
Архелай издигна лагера си в равнината на Орхомен, най-голямата равнина в Беотия, близо до блатата Копаис (Copais, блатата са отводнени през 19 век) на брега на езерото със същото име. Сула взима позиция срещу понтийския лагер. В центъра на римските войски позиционира три линии от пехота с голямо разстояние между тях. Войниците от втората линия изградили защитни съоръжения от заострени колове. След това изпраща хора да изкопаят десет стъпки широки ровове на двата фланга, за да предотврати възможността Архелай да използва конницата си, за да обгради значително по-малката римска армия. В отговор Архелай заповядва атака на кавалерията си по работниците и охраняващите ги войници по двата фланга. Атаката по левия римски фланг е близо до успех, положението е спасено от Сула, който изпраща две кохорти от десния фланг на помощ, след отблъскването на вражеската войска изграждането на окопите можело да продължи. Архелай заповядва втора атака срещу защитните съоръжения.
В центъра Архелай напада с колесниците си подпомагани от понтийска фаланга. С атаката на колесниците, войниците от първата римска линия се изтеглят зад съоръженията от заострени колове изградени от втората линия. Когато колесниците засядат в коловете са нападнати от римската кавалерия и леки части. Изплашените коне на колесниците побягват назад, разрушавайки понтийската фаланга. В опит да спаси положението Архелай изтегля конницата си от атаката над крилата, но с това само позволява на Сула, да използва собствената си кавалерия за атака над дезорганизираната понтийска армия. Войниците на Архелай са изтласкани обратно към техния лагер. Римляните щурмуват, битката се превърнала в разгром. С оцелелите си войски понтийският генерал се опитва да се изтегли в блатата зад лагера си. Архелай се спасява криейки се два дни в блатата, преди да съумее да избяга, но армията му е почти напълно унищожена. Плутарх казва, че толкова много хора са били избити, че блатата са се напълнили с кръв и почти двеста години след битката можело да се намерят оръжия залепнали в калта.

## Последици
Докато Сула е далече воювайки срещу Митридат, Рим страда от граждански размирици, управляван от двамата консули – Цина и Карбон, тези размирици подтикват видни представители на обществото да напуснат града и да се присъединят към Сула, сред тях е и жена му Цецилия Метела Далматика. Сула пробва след победата си при Орхомен да сключи мир с Митридат, за да може да се завърне в Рим. Макар че поставените от него условия не са приети веднага, Архелай в крайна сметка успява да посредничи за приемането им от Митридат, който сключва мирен договор със Сула при град Дардан. След като силите на Гай Флавий Фимбрия (първоначално войската е под командването на Флак, но се разбунтува) се присъединяват към Сула, Фимбрия се самоубива и Сула най-накрая е в състояние да приключи похода си в Гърция и Азия и да се завърне в Рим.